# Uspanteeks
Uspanteeks (ook wel bekend als Uspanteko of Uspanteco) is een taal die behoort tot de Quicheaanse tak van de Mayataalfamilie en wordt gesproken door het Uspanteekse volk in het westen van Guatemala. Het centrum van het Uspanteekse taalgebied wordt gevormd door het dorp Las Pacayas in de gemeente Uspantán, dat zich bevindt in het departement El Quiché. De taal wordt naar schatting door 3.000 tot 4.000 mensen gesproken.
Het Uspanteeks is verwant aan het K'iche'. Het is een van de drie Mayatalen die een toontaal hebben ontwikkeld, en maakt een onderscheid tussen klinkers met hoge en lage tonen. De overige twee mayatalen met contrasterende tonen zijn het Yucateeks en een dialect van het Tzotzil.
Achi · Acateeks · Aguacateeks · Chalchiteeks · Chuj · Garifuna · Ch'orti' · Itza · Ixil · Jacalteeks · K'iche' · Kaqchikel · Lacandón · Mam · Mopan · Poqomam · Poqomchi' · Q'anjob'al · Q'eqchi' · Sacapulteeks · Sipakapense · Tectiteeks · Tz'utujil · Uspanteeks · Xinka